# Pilosanthura calcaris
Pilosanthura calcaris is een pissebed uit de familie Anthuridae. De wetenschappelijke naam van de soort is voor het eerst geldig gepubliceerd in 2002 door Negoescu.